# Ladislao Errázuriz Lazcano
Ladislao Errázuriz Lazcano (Santiago, 12 de agosto de 1882 - Hacienda El Peumo, Llolleo, 9 de noviembre de 1941) fue un abogado, político, diputado y senador chileno.

## Primeros años de vida
Hijo de Ladislao Errázuriz Echaurren y Rosa Lazcano Echaurren. Estudió en el Colegio San Ignacio y en el Colegio de los Sagrados Corazones de Santiago; y los estudios superiores los realizó en la Facultad de Derecho de la Universidad de Chile; juró como abogado el 26 de mayo de 1905. 
Se recibió de abogado el 26 de mayo de 1905.

### Matrimonio e hijos
Se casó con Blanca Pereira Íñiguez y tuvieron descendencia, siendo padre del también diputado y senador Ladislao Errázuriz Pereira.

## Vida política
Se afilió al partido Liberal, del que fue presidente. Después de la división de esta agrupación política, siguió perteneciendo a la fracción Unión Liberal, en oposición a la Alianza Liberal. 

### Diputado
Fue elegido diputado por Santiago, periodo 1918-1921; integró la Comisión Permanente de Instrucción Pública. Primer vicepresidente de la Cámara, 5 de septiembre de 1929. 

### Senador

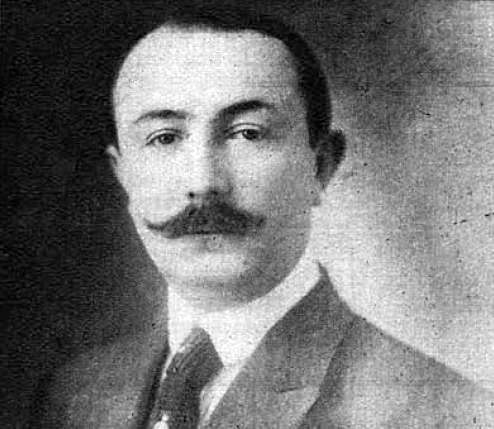
Ladislao Errazuriz.

Senador por Curicó, periodo 1918-1924; falleció el senador Fernando Lazcano Echaurren, su tío, en agosto de 1920 y el 2 de noviembre de ese año, se incorporó en su reemplazo, Ladislao Errázuriz Lazcano. 
El 5 de noviembre de 1920 se dio cuenta de que, habiendo sido elegido senador, hacía renuncia del cargo de diputado. 
Fue senador reemplazante en la Comisión Permanente de Legislación y Justicia y en la de Gobierno y Elecciones; integró la Comisión Permanente de Instrucción Pública y la de Guerra y Marina. 
Fue miembro de la Comisión Conservadora para el receso 1923-1924, en reemplazo de Gonzalo Bulnes, que renunció el 13 de septiembre de 1923. Al día siguiente, designó el Senado a Ladislao Errázuriz L.
Reelecto senador por Curicó, periodo 1924-1930; continuó en la Comisión Permanente de Instrucción Pública y en la de Guerra y Marina; integró también, la Comisión Permanente de Policía Interior.
Senador por la Quinta Agrupación Provincial "O'Higgins, Colchagua y Curicó", periodo 1926-1934; integró la Comisión Permanente de Relaciones Exteriores y fue senador reemplazante en la Comisión Permanente de Gobierno.
El movimiento revolucionario que estalló el 4 de junio de 1932 decretó, el día 6, la disolución del Congreso Nacional, con lo que puso término, de hecho, el periodo constitucional de los senadores electos en 1925 para el periodo 1926-1934. Entre 1930-1933, fue miembro del Partido Liberal Unido.

### Ministro
Fue Ministro de Guerra y Marina (actualmente Ministerio de Defensa) nombrado por decreto del 1 de julio de 1920, asumiendo el día 5 de julio, cargo que ejerció hasta el 23 de diciembre de ese mismo, durante la administración de Juan Luis Sanfuentes. En este cargo debió ordenar la movilización del Ejército en 1920, en la frontera septentrional, debido a supuestos movimientos de tropas peruanas y bolivianas, a esto se le conoció popularmente como la Guerra de don Ladislao, hecho que fue denunciado por estudiantes y obreros, los que fueron acusados de traidores a la patria y "vendidos al oro peruano".

## Candidato presidencial y exilio
En 1924 fue candidato a la presidencia de la República, proclamado con el apoyo del presidente de la Junta de Gobierno, con la adhesión de la Unión Nacional. Organizó y realizó la convención unionista. Postuló hasta el 23 de enero de 1925, fecha en que se produjo un movimiento militar llamando a Arturo Alessandri Palma, que se había ausentado del país, tras el golpe de Estado del 4 de septiembre de 1924. Después de estos sucesos, Errázuriz y otros políticos, Ismael Edwards Matte, Guillermo Pérez, Roberto Huneeus y otros, fueron deportados en marzo de 1925, acusados de pretender sublevar al regimiento Valdivia, y sobornar a algunos suboficiales del ejército.
Después de una gira por América fijó su residencia en París. Regresó al país el 13 de mayo de 1926, en virtud de las garantías que otorgó la nueva Constitución. 
Durante su exilio se le había reelegido senador por la Quinta Agrupación Provincial "O´Higgins, Colchagua y Curicó", para el periodo 1926 a 1934; pero Errázuriz, presentó su renuncia el 22 de febrero de 1927, la que nunca fue aceptada. Su última militancia política fue el Partido Liberal.
Falleció en su Hacienda El Peumo, en Llolleo, Chile, el 9 de noviembre de 1941.